# A. Merritt's Fantasy Magazine
A. Merritt's Fantasy Magazine fue una revista pulp estadounidense que publicó cinco números entre diciembre de 1949 y octubre de 1950. Tomó su nombre del escritor de literatura fantástica A. Merritt, que había muerto en 1943, y tenía como objetivo capitalizar la popularidad de este autor. Fue publicada por Popular Publications, alternando meses con Fantastic Novels, otra de sus revistas. Puede que su editora fuera Mary Gnaedinger, quien también editó Fantastic Novels y Famous Fantastic Mysteries. Fue una revista complementaria de Famous Fantastic Mysteries y, al igual que ella, publicó reimpresiones de clásicos de ciencia ficción y fantasía de décadas anteriores.

## Historia editorial y contenidos
| | Ene | Feb | Mar | Abr | May | Jun | Jul | Ago | Sep | Oct | Nov | Dic |
| --- | --- | --- | --- | --- | --- | --- | --- | --- | --- | --- | --- | --- |
| 1949 |     |     |     |     |     |     |     |     |     |     |     | 1/1 |
| 1950 |     | 1/2 |     | 1/3 |     |     | 1/4 |     |     | 2/1 |     |     |
| Números publicados de 1949 a 1950, en formato volumen/número. El editor no figuraba en la mancheta, pero puede haber sido Mary Gnaedinger. |     |     |     |     |     |     |     |     |     |     |     |     |

En 1942, Popular Publications le compró a la Munsey Company Famous Fantastic Mysteries y Fantastic Novels, dos revistas especializadas en reimpresiones de fantasía. Fantastic Novels había dejado de publicarse en abril de 1941, pero fue relanzada por Popular a principios de 1948 como complementaria de Famous Fantastic Mysteries, que todavía se estaba publicado. Al año siguiente Popular decidió agregar otra revista de reimpresiones de fantasía a su editorial: el título que eligió fue A. Merritt's Fantasy Magazine, y el primer número tenía fecha de portada diciembre de 1949. Abraham Merritt (conocido generalmente como A. Merritt), de quien la revista tomó su nombre, era uno de los autores más populares de literatura fantástica de la era pulp, y la revista se creó para sacar partido de su popularidad, pero solamente llegaron a publicarse cinco números en un período de menos de un año, antes de que la revista fuera cancelada.
Además de la novela de Merritt Creep, Shadow!, que apareció en el primer número, la revista publicó varios relatos que tuvieron buena acogida, como The Smoking Land, una novela de Frederick Faust, bajo el seudónimo George Challis, y una novela policial de Jack Mann, The Ninth Life. Una carta a la revista de un joven Robert Silverberg apareció en una sección de cartas al editor.
Se han expuesto diferentes teorías sobre por qué falló la revista. El editor e historiador de ciencia ficción Malcolm Edwards sugiere que la muerte de Merritt en 1943, seis años antes, hizo de la revista una propuesta arriesgada, a pesar de que la popularidad de Merritt todavía se mantenía a finales de los años 1940. El historiador y crítico de ciencia ficción Sam Moskowitz sugiere que, por el contrario, la revista no fue lo suficientemente lejos en su dependencia de la popularidad de Merritt, ya que sólo imprimió tres obras suyas durante su corta existencia, quizás porque Merritt era lo suficientemente popular como para que no fuera fácil para la revista obtener derechos de reimpresión de sus obras.

## Detalles editoriales
El editor no figuraba en la mancheta de la revista. Mary Gnaedinger fue la editora de las dos revistas complementarias, Famous Fantastic Mysteries y Fantastic Novels, pero Moskowitz ha sugerido que era poco probable que Gnaedinger fuera la editora  de A. Merritt's Fantasy Magazine. La revista se mantuvo en formato pulp en todos sus números, contaba con 132 páginas y se vendía a un precio de 25 centavos.
Se publicó una edición canadiense de los cinco números, que eran idénticos a los originales en todo excepto el anuncio de la contraportada y el formato, que era media pulgada más de largo en la versión canadiense.